# قطاع الطرق (فلم)
قطاع الطرق (بالإنجليزية: The Highwaymen) هو فيلم إثارة وجريمة أمريكي صدر عام 2019 من إخراج جون لي هانكوك وتأليف جون فوسكو. الفيلم من بطولة كيفن كوستنر ووودي هارلسون في دور فرانك هامر وماني غولت، وهما اثنان من حراس تكساس السابقين الذين يحاولون تعقب المجرمين سيئي السمعة بوني وكلايد والقبض عليهما في الثلاثينيات. كما يشارك في البطولة كاثي بيتس، وجون كارول لينتش، وكيم ديكنز، وتوماس مان، وويليام سادلر.
كان الفيلم في جحيم التطوير لسنوات عديدة، حيث كان المنتج كيسي سيلفر ينظر في المشروع في وقت مبكر من عام 2005. وقد تم طرح الفيلم في الأصل بواسطة فوسكو كمشروع محتمل لبول نيومان وروبرت ريدفورد، وبدأ تطوير الفيلم في يونيفرسال بيكشرز لكنه لم يؤت ثماره أبدًا. . في فبراير 2018، أفيد أن نتفليكس قد حصلت على حقوق الفيلم وأن كوستنر وهاريلسون سيلعبان دور البطولة. تم التصوير في وقت لاحق من ذلك الشهر وفي مارس، حيث تم التصوير حول لويزيانا وفي العديد من المواقع التاريخية، بما في ذلك الطريق الذي قُتلت فيه بوني وكلايد.
تم إصدار الفيلم بشكل محدود في دور العرض في الولايات المتحدة في 15 مارس 2019، قبل إصداره رقميًا في 29 مارس 2019 على نتفليكس. لقد تلقت آراء متباينة من النقاد.